# ホッピティー・フーパー
ホッピティー・フーパーもしくはホッピティ・フーパー（Hoppity Hooper）は、アメリカ合衆国のテレビアニメ、及び架空のキャラクター。

## 概要
このアニメは、ジェイ・ワードとビル・コットがハリウッドで作り上げ、アニメーション制作はガンマ・プロダクションが担当した。
スタッフであるジェイとビルは、3匹のキャラクターを作り、ラッパを吹くクマには『フィルモア』、キツネには『ウォルド』、ドラムを叩くカエルには『ホッピティー』と名付けた。
3匹のフィルモア、ウィルド、ホッピティーは、ウィスコンシン州フォギー・ボグに住んでいる。
この番組は、『ロッキーとブルウィンクルの大冒険』のひとつであり、短編作品として放送。
オープニングは2種類あり、一種類目はキツネのウィルドが杖を使って歩いてクマのフィルモアがラッパを吹いてカエルのホッピティーがドラムを叩くというバージョンで、2種類目はカエルのホッピティーが飛び跳ねるバージョンがあり、タイトルが変わる演出がある。

## 放送
アメリカでは1964年9月26日から1967年9月2日にかけてABCネットワークで放送された。
日本では1960年代から1980年代にかけて蛙のケロちゃんとして放送されたことがある。

## キャラクター
カエルのホッピティー
声 - クリス・アレン
とてもやさしいカエルの男の子、本名はホッピティー・フーパー。
憎めない性格だが、ウォルドのインチキ商売に手を貸している。
キツネのウォルド教授
声 - ハンス・コンリード
インチキ商売をしている詐欺師。本名はウォルド P. ウィグルスワース
クマのフィルモア
声 - アラン・リード⇒ビル・スコット
ウォルドの部下でストッパー役。ラッパで周囲の人物を脅かす。
スーザン・スイヴェルヒップス
声 - クリス・アレン
セクシー系の女キツネ、ウォルドのガールフレンド
ナレーター
声 - ポール・フリーズ⇒ビル・コンラッド

## エピソードリスト
1. 不明
2. 不明
3. 不明
4. 空き地でダイヤを掘ろう
5. 巨人はお人よし1
6. 巨人はお人よし2
7. 行方不明の侯爵夫人1
8. 行方不明の侯爵夫人2
9. 世はスポーツ時代
10. おばけがいた2
11. 次郎吉小僧1
12. 次郎吉小僧2
13. ワタボンゴの王子様（Wottabango Corn Elixir）
14. モノメニアの王子蛙 (Frog Prince of Monomania Part 1)
15. モノメニアの王子蛙 (Frog Prince of Monomania Part 2)
16. チーズ泥棒1（Colonel Clabber:Limburger Cheese Statue Part 1）
17. チーズ泥棒2（Colonel Clabber:Limburger Cheese Statue Part 2）
18. 原子力せん抜き機
19. 危険な旅行2
20. おばけが出る日1
21. おばけが出る日2
22. 名犬ウスノロ号1
23. 名犬ウスノロ号2
24. ジャックと豆の木1（Jack and Beanstalk Part 1）
25. ジャックと豆の木2（Jack and Beanstalk Part 2）
26. おばあさん強盗団
27. 呪いのダイヤ
28. フーベチャの騎士1
29. フーベチャの騎士2
30. 人食いおばけ蝶2
31. ブームドキャは石油国
32. 世紀の拳闘試合1
33. 世紀の拳闘試合2
34. 迷いの森1
35. 迷いの森2

不明のところは「おばけがいた1」、「危険な旅行1」、「人食いおばけ蝶1」、どの順番で放映されたかは不明。